# Satoru Akahori
Satoru Akahori (あかほり さとる ou 赤堀 悟, Akahori Satoru, Handa, 8 de Março de 1965) é um escritor japonês de mangá.
Ele é o criador de Saber Marionette, Sakura Wars e Sorcerer Hunters, roteirista e responsável pela criação de novela, mangá e anime.

## Obras
- Bakuen Campus Guardress (com Kazushi Hagiwara)
- Kashimashi ~Girl Meets Girl~  (com Yukimaru Katsura)
- MAZE:Bakunetsu Jikuu (versão manga com Rei Omishi)
- NG Knight Lamune & 40
- Saber Marionette
- Sakura Wars (versão manga com Ooji Hiroi)
- Sorcerer Hunters (versão manga com Rei Omishi)